# Olga de Wurtemberg
Olga de Wurtemberg ( allemand : Herzogin Olga Alexandrine Marie von Württemberg), née le 1er mars 1876 et morte le 21 octobre 1932, est la fille du duc Eugène de Wurtemberg et de la grande-duchesse Vera Constantinovna de Russie. Elle est l'épouse du prince Maximilien de Schaumbourg-Lippe.

## Jeunesse et famille
La princesse Olga, née à Stuttgart, est la plus jeune des jumelles du duc Eugène de Wurtemberg, fils de Eugène-Guillaume de Wurtemberg et de Mathilde de Schaumbourg-Lippe, et de la grande-duchesse Vera Constantinovna de Russie, fille de Constantin Nikolaïevitch de Russie et d'Alexandra de Saxe-Altenbourg. Sa sœur jumelle aînée est Elsa de Wurtemberg (1876-1936). Elles ne se ressemblent pas et Olga, beaucoup plus grande que sa sœur, semble être l'aînée des deux.

## Mariage et descendance

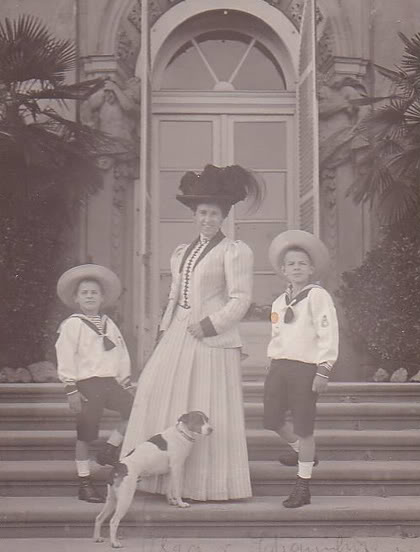
Olga de Wurtemberg avec ses fils le prince Albrecht de Schaumbourg-Lippe (à droite) et le prince Eugène de Schaumbourg-Lippe (à gauche).

Il y eut des pourparlers pour marier la princesse Olga au prince Max de Bade, mais il épouse finalement la princesse Marie-Louise de Hanovre. En mars 1898, on rapporte ses fiançailles avec le prince Eugène de Suède, le plus jeune fils du roi Oscar II de Suède. Le mariage n'a pas lieu, et le prince, artiste remarquable, reste célibataire.
Olga épouse le prince Maximilien de Schaumbourg-Lippe (13 mars 1871 - 1er avril 1904), fils de Guillaume de Schaumbourg-Lippe, et de Bathilde d'Anhalt-Dessau, le 3 novembre 1898 à Stuttgart.
Leur mariage dure moins de six ans, Maximilien étant mort prématurément. Ils ont trois enfants :
- Eugène de Schaumbourg-Lippe (8 août 1899 - 9 novembre 1929). Il meurt célibataire à 30 ans à Caterham, Surrey, dans un accident d'avion[1] ;
- Albrecht de Schaumbourg-Lippe (17 octobre 1900 - 20 mai 1984). Il épouse le 2 septembre 1930 la baronne Walburga von Hirschberg (26 mars 1906 - 10 avril 1986). Ils n'ont pas d'enfants. Il a une fille avec la baronne Marie-Gabriele von Pfetten-Arnbach (10 juin 1927 - 14 février 2015), Andrea de Schaumbourg-Lippe (née le 19 septembre 1960), qui épouse le 4 septembre 1993 le comte Franz von Degenfeld-Schonburg, ils ont trois enfants ;
- Bernard de Schaumbourg-Lippe (8 décembre 1902 - 24 juin 1903).

## Distinction
- 23 mai 1896 : dame grand-croix de l'ordre de Sainte-Catherine